# Kissa von Sievers
Pour les articles homonymes, voir Sievers.
Kissa von Sievers, nom de naissance de Katharina von Sievers, (née le 21 septembre 1889 au château de Wenden, morte après 1919) est une actrice allemande.

## Biographie
Katharina est membre de la branche comtale de la famille noble germano-balte von Sievers. Ses parents sont le conseiller d'État impérial russe, chambellan et héritier et comte de Wenden Emanuel von Sievers (1848–1918) et de la princesse Olga Urussov (1854–1891).
Kissa von Sievers fut la deuxième épouse du journaliste, écrivain, scénariste et traducteur Harry Kahn (de) (1883–1970).

## Filmographie
- 1916 : Nebel und Sonne
- 1916 : Zirkusblut (de)
- 1916 : Die vertauschte Braut
- 1916 : Der Fall Hoop
- 1916 : Das unheimliche Haus (de)
- 1916 : Der Mann mit der leuchtenden Stirn
- 1916 : Und das Blatt wendet sich
- 1916 : Freitag, der 13. Das unheimliche Haus, 2. Teil (de)
- 1917 : Der Schloßherr von Hohenstein (de)
- 1918 : Maria Magdalena
- 1918 : Que la lumière soit
- 1919 : Prostitution
- 1919 : Herr über Leben und Tod
- 1919 : Die Arche (de)
- 1919 : Die letzten Menschen (de)
- 1919 : Falscher Start
- 1919 : Die Fee von Saint Ménard